# Tainonia samana
Tainonia samana is een spinnensoort uit de familie trilspinnen (Pholcidae). De soort komt voor in Hispaniola.